# غرب أبو فطيرة الحرفية
منطقة غرب ابو فطيرة الحرفية (وهي تشتهر أكثر بين المواطنين في الكويت بإسم "اسواق القرين" نظرًا لقربها من منطقة القرين في الكويت) هي منطقة تتبع محافظة مبارك الكبير، وسميت بذلك نسبة لوقوعها في جهة الغرب من منطقة أبو فطيرة. وتشتمل المنطقة البالغ مساحتها 620 ألف متر مربع على 367 قسيمة فنية بمساحة 500 متر مربع لكل قسيمة و62 قسيمة بمساحة 1000 متر مربع، خصصت المنطقة لبناء المعارض عليها، كما توجد تسعة قسائم للاستعمالات الخدمية.

تتميز منطقة اسواق القرين بكونها مركزاً تجارياً، حيث تضم العديد من المحلات والاسواق المتنوعة التي تلبي احتياجات مختلف افراد العائلة. تشمل هذه المحلات متاجر الملابس والأحذية و الإلكترونيات والأدوات المنزلية والمواد الغذائية، بالإضافة إلى مجموعة واسعة من المطاعم التي تقدم مختلف المأكولات العربية والعالمية.
تُعد اسواق القرين وجهة مثالية للاستثمار في مجال العقارات والتجارة، وذلك بفضل موقعها الإستراتيجي وكثافة سكان المناطق المجاورة لها وتنوع الخدمات التي تقدمها. كما تُنظم الحكومة الكويتية بانتظام مزادات علنية لبيع العقارات والأراضي في منطقة اسواق القرين، مما يوفر فرصة مميزة للمستثمرين لشراء العقارات بأسعار مناسبة.